# Tavola (religione)
La Tavola, in senso religioso, è il termine con cui tradizionalmente viene indicato uno scritto sacro di particolare o fondamentale importanza.
Nell'ebraismo si ritiene che Mosè ricevette da Dio sul Monte Sinai i dieci comandamenti sotto forma di due tavole di pietra incise, altrimenti note come tavole della legge.
Nell'Islam il destino o la volontà di Dio, ossia al-qaḍāʾ wa al-qadar, (arabo القضاء و القدر), è stato scritto da Dio nella Tavola protetta, al-Lawhu 'l-Mahfuz.
Il termine tavola è usato nella letteratura sacra bahai quale titolo di alcuni scritti di Bahá'u'lláh, il fondatore della religione bahai, e del suo successore 'Abdu'l-Bahá, come il Kitáb-i-`Ahd e il Kitáb-i-Aqdas.